# Accident del Madrid Arena de 2012
La matinada del 31 d'octubre a l'1 de novembre de 2012 hi hagué un accident al pavelló Madrid Arena, propietat de l'Ajuntament de Madrid, en què van morir cinc noies durant una macrofesta de Halloween protagonitzada pel DJ Steve Aoki. Rocío Oña, Cristina Arce i Katia Esteban, totes de 18 anys, van morir aquella mateixa nit al recinte, mentre que la menor Belén Langdon de 17 anys i Maria Teresa Alonso de 20 anys ho van fer a l'hospital una i quatre setmanes més tard respectivament. La causa fou l'asfíxia, després de formar-se un tap a les sortides del recinte.
Arran d'aquest succés van sortir a la llum múltiples irregularitats entre l'empresa promotora de la macrofesta Diviertt i l'Ajuntament de Madrid governat aquell any pel Partit Popular amb Ana Botella d'alcaldessa, si bé la causa fonamental de la tragèdia va ser l'excés d'aforament i l'obertura d'un porta de càrrega que, en ésser utilitzada sobtadament per milers de joves a causa de l'actuació d'Aoki, va saturar la pista central i els seus passadissos d'evacuació, provocant en un d'ells l'allau que, poc abans de les quatre de la matí, acabaria amb la vida de les cinc joves.
El principal acusat pel cas és Miguel Ángel Flores, empresari d'esdeveniments i amo de l'empresa Diviertt, promotora de la macrofesta, si bé també se li atribueix una gran responsabilitat a l'empresa Seguriber, que, contractada per l'Ajuntament, gestionava aquesta nit la seguretat al recinte. Als voltants del Madrid Arena va haver també un enorme macrobotellón que no va ser controlat per la Policia Municipal. Els serveis sanitaris al pavelló eren pràcticament inexistents.
L'Ajuntament de Madrid va celebrar una Comissió d'Investigació sobre el cas i les conclusions van ser aprovades amb el vot en solitari del PP, i els nos del PSOE, Esquerra Unida i UPyD. Prèviament, Esquerra Unida va decidir no participar en aquesta Comissió en entendre que seria inútil. El Partit Popular va vetar la compareixença de l'alcaldessa en la investigació interna, així com la compareixença de diversos tècnics i funcionaris municipals sol·licitada per PSOE i UPyD.
L'alcaldessa Ana Botella també va contractar a un bufet d'advocats privat per personar-se en l'acusació particular del cas, tot i comptar amb l'Assessoria Jurídica pròpia de l'Ajuntament.

## Dimissions
- 13 de novembre de 2012: Pedro Calvo, tercer tinent d'alcalde i delegat d'Economia, Ocupació i Participació Ciutadana.
- 9 de gener de 2013: Miguel Ángel Villanueva, vicealcalde de Madrid.
- 4 de febrer de 2013: Antonio de Guindos, delegat de Medi Ambient i Mobilitat de l'Ajuntament de Madrid.[6]